# Quincy Owusu-Abeyie
Quincy James Owusu-Abeyie (Amszterdam, 1986. április 15. –) Egyszerűen csak a keresztnevén "Quincy"-ként emlegetik a ghánai-holland focistát, aki jelenleg csatárként a holland NEC Nijmegen csapatánál. Pályafutása elején megfordult az Arsenal és az AFC Ajax csapatában is. A Szpartak Moszkvától került Spanyolországba. Owusu-Abeyie a holland ifi válogatottban játszott, de 2007-ben kérvényezte, hogy felnőttként a Ghana nemzeti válogatottjában játszhasson, amit a FIFA engedélyezett is2008. január 10-én, még a 2008-as afrikai nemzetek kupája előtt.